# نانو سرامیک

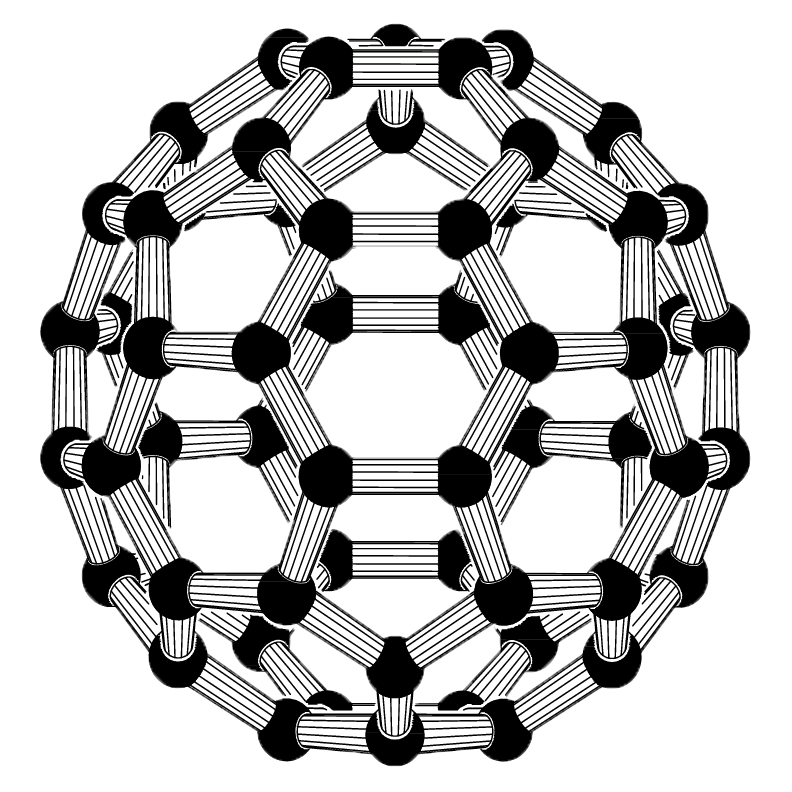
نانو سرامیک

نانوسرامیک‌ به پوشش دادن سطح اجسام مختلف با فناوری نانو می‌باشد که کارشناسان فراگیر شدن آن به صورت جدی را از دهه ۹۰ میلادی به بعد دانسته‌اند.
در این زمان بود که کشف خواص پودرهای نانوسرامیک بسیار مناسب به نظر می‌رسید ولی روش‌های آن از لحاظ فناوری، ساده و مقرون‌به‌صرفه نبود.
پس از پدید آمدن نانوتکنولوژی اهمیت نانوسرامیک‌ها بیش از پیش ظاهر شد و نانوتکنولوژی باعث تحلیل بهتر از پدیده‌ها و یافتن روش‌های بهتری برای تولید مواد شد. 
تمام اجسام فیزیکی و کنترل بر این اجزا شده‌است و این پدیده به زودی روشی را که اغلب اجسام توسط آن‌ها طراحی و ساخته می‌شده‌اند، دگرگون می‌کند.

## ویژگی‌های نانوسرامیک
- استحکام مکانیکی‌بالا:استفاده و پوشش دادن سطح اجسام مختلف با استفاده از نانوسرامیک‌ها، باعث افزایش استحکام آن‌ها و سختی جسم می‌شود که استحکام آن‌ها در مقایسه با سرامیک‌های معمولی بسیار بیشتر است.
- ابررسانایی:نانوسرامیک‌ها به علت داشتن خواص نوری و الکتریکی به عنوان ابررسانا نیز به کار می‌روند.
- صرفه جویی اقتصادی:در ساختار نانو، تعداد مکان‌های فعال افزایش می‌یابد، این افزایش در سطح منجر به کاهش مقدار مواد مصرفی می‌شود و قیمت نهایی محصول کاهش می‌یابد.
- قابلیت رقابت با مواد دیگر در بازار:نانوسرامیک‌ها ارزش افزوده فوق‌العاده‌ای را ایجاد می‌کنند لذا این مواد همانند رنگدانه‌ها و پوشش‌ها گرانقیمت هستند.
- عدم آلودگی و سازگاری با محیط زیست:این پوشش‌ها با محیط زیست سازگاری زیادی دارند و در مقایسه بامواد قبلی بسیار مناسب هستند زیرا مانند آن‌ها آلودگی ایجاد نمی‌کنند.
- انعطاف‌پذیری:در سرامیک‌های معمولی انعطاف‌پذیر نیستند بلکه بسیار ترد و شکننده هستند ولی در نانوسرامیک‌ها به دلیل وجود خاصیت منحصر به فرد در قابلیت حرکت مرزدانه‌ها بر روی هم، انعطاف‌پذیری خوبی وجود دارد.
- سطح ویژه بالا:نانوسرامیک‌ها سطح ویژهٔ بالایی دارند و در انجام واکنش‌های شیمیایی در کاتالیست‌ها، سنسورهای گازی، جداسازی و جذب مواد بر روی سطح آن و غیره مورد استفاده قرار می‌گیرند.[۲]

## کاربردهای نانوسرامیک
به علت خواص فوق‌العاده‌ای که نانوسرامیک‌ها دارند، طراحان محصولات می‌توانند از آن‌ها به‌طور ماهرانه، به عنوان مواد مخصوص استفاده نمایند.
این مواد مخصوص، مواد اولیه مورد نیاز برای ساخت محصولی مستحکم‌تر که در محدودهٔ دمایی بیشتر عمل می‌کند را تأمین می‌کنند. از طرفی تولید نانوسرامیک‌ها در دماهای پایین‌تر، موفقیت بزرگی است که منجر به تولید اقتصادی محصولات بی‌عیب و با دقت بالا می‌شود.
نانوسرامیک‌ها در حال توسعه و به‌کارگیری برای کاربردهای گوناگون هستند که از خواص مغناطیسی، نوری، الکتریکی، کاتالیتیکی و دیگر خواص آن‌ها استفاده می‌شود. خواص منحصر به فرد نانوسرامیک‌ها، محدوده وسیعی از کاربرد از جمله قطعات سرامیکی بادوام برای موتورهای خودکار، سیم‌های ابررسانای انعطاف‌پذیر و اجزای متصل کننده فایراستیکی را به همراه دارد.

## استفاده از نانوسرامیک در دارورسانی
بعد از گذشت یک دهه تحقیق و پیشرفت، نانوتکنولوژی توانست شیوة سنتی استفاده از سرامیک در دارورسانی را بهبود بخشد. اگر چه دارورسانی به شدت وابسته به پلیمرها بوده‌است، اما اکنون استفاده از سرامیک هاست، که امیدهای زیادی را در دارورسانی ایجادکرده‌است. نانوتکنولوژی علم استفاده از مواد و سیستم‌هایی است که وقتی به ابعاد نانو می‌رسند، ساختار و اجزای آن‌ها خواص تغییر یافته جدید و گسترده‌ای از خود نشان می‌دهند.
امروزه دارورسانی یکی از پدیده‌های تازه و پیشرفته برای استفاده مناسب از نانوسرامیک‌ها است که مورد توجه بسیاری قرارگرفته‌است. خصوصیات بسیار مهم نانوسرامیک‌ها (همان‌طور که در بالا به تفصیل اشاره شد) بیانگر این مهم است که در مقایسه باگونه‌های قدیمی از نوع پلیمر، نانوسرامیک وسیله‌ای بسیار مناسب برای انتقال و آزادسازی کنترل شده و طولانی مدت دارو در بدن هستند.
نانوسرامیک‌های پیشرفته‌ای که در پزشکی در سیستم‌های دارورسانی استفاده می‌شوند، این نوید را می‌دهند که می‌توان بسیاری از مشکلات قدیمی و پراهمیت پزشکی را حل کرد
نانو سرامیک‌ها حمل کننده‌های دارویی فوق‌العاده‌ای هستند که دارای منافع مختلفی برای استفاده در قسمت دارورسانی بوده و امروزه سیستم‌های سرامیکی تحویل دارو نامیده می‌شوند. این حامل‌ها مانند مشابهان پلیمری خود، داروی مورد نیاز را در مسیرهایی مانند رگهای خونی، ناحیه گوارشی انتقال داده و به شیوهایی کم خطر، در محل مورد نیاز تحویل می‌دهند تا به کار گرفته شود. به علاوه حمل کننده‌های نانوسرامیکی این قابلیت را دارند که بارگیری مقدار زیاد دارو و رهاسازی طولانی مدت دارو را امکان‌پذیر کنند. همچنین، این مواد را بسیار آسان می‌توان ساخت لذا از نظر اقتصادی مقروم به صرفه هستند.
- اما در آخر اشاره کنیم که:

هر روز تحقیقات زیادی بر نانومواد سرامیکی اعم از نانوذرات و نانو داربست‌ها انجام می‌پذیرد. هرچند چالش‌هایی که نانوفازهای سرامیکی با آن مواجه‌اند جدی است و سمیت نانو مواد یک نگرانی رو به افزایش است، اما خواص برجسته نانو سرامیکها و پیشرفت‌های پیوسته در فهم ساختار و شیوه‌های حذف آن‌ها از بدن، دریچه‌های روشنی را در زمینه پزشکی برای تشخیص، فهم و درمان بسیاری از بیماری‌های لاعلاج، روشن می‌سازد.